# Elana Meyers Taylor
Elana Alessandra Meyers Taylor (nacida Elana Alessandra Meyers, Oceanside, 10 de octubre de 1984) es una deportista estadounidense que compite en bobsleigh en las modalidades individual y doble.
Participó en cuatro Juegos Olímpicos de Invierno, obteniendo en total cinco medallas, bronce en Vancouver 2010, en el doble (junto con Erin Pac), plata en Sochi 2014, en el doble (con Lauryn Williams), plata en Pyeongchang 2018, en el doble (con Lauren Gibbs), y dos en Pekín 2022, plata en individual y bronce en doble.
Ganó diez medallas en el Campeonato Mundial de Bobsleigh entre los años 2009 y 2025.

## Palmarés internacional
| Juegos Olímpicos   | Juegos Olímpicos             | Juegos Olímpicos  | Juegos Olímpicos |
| Año                | Lugar                        | Medalla           | Prueba           |
| ------------------ | ---------------------------- | ----------------- | ---------------- |
| 2010               | Vancouver (Canadá)           | Medalla de bronce | Doble            |
| 2014               | Sochi (Rusia)                | Medalla de plata  | Doble            |
| 2018               | Pyeongchang (Corea del Sur)  | Medalla de plata  | Doble            |
| 2022               | Pekín (China)                | Medalla de plata  | Individual       |
| 2022               | Pekín (China)                | Medalla de bronce | Doble            |
| Campeonato Mundial |                              |                   |                  |
| Año                | Lugar                        | Medalla           | Prueba           |
| 2009               | Lake Placid (Estados Unidos) | Medalla de plata  | Doble            |
| 2012               | Lake Placid (Estados Unidos) | Medalla de oro    | Equipo           |
| 2012               | Lake Placid (Estados Unidos) | Medalla de bronce | Doble            |
| 2013               | Sankt Moritz (Suiza)         | Medalla de oro    | Equipo           |
| 2013               | Sankt Moritz (Suiza)         | Medalla de plata  | Doble            |
| 2015               | Winterberg (Alemania)        | Medalla de oro    | Doble            |
| 2016               | Igls (Austria)               | Medalla de bronce | Doble            |
| 2017               | Königssee (Alemania)         | Medalla de oro    | Doble            |
| 2024               | Winterberg (Alemania)        | Medalla de plata  | Individual       |
| 2025               | Lake Placid (Estados Unidos) | Medalla de bronce | Individual       |